# Lõpi
Koordinaten: 58° 29′ N, 22° 44′ O
Lõpi (deutsch Leppist) ist ein Dorf (estnisch küla) auf der größten estnischen Insel Saaremaa. Es gehört zur Landgemeinde Saaremaa (bis 2017: Landgemeinde Leisi) im Kreis Saare.
Das Dorf hat achtzehn Einwohner (Stand 31. Dezember 2011). Es liegt dreißig Kilometer nordöstlich der Inselhauptstadt Kuressaare.